# 卡尔切里
卡尔切里（義大利語：Carceri），是意大利帕多瓦省的一个市镇。总面积9.73平方公里，人口1607人，人口密度165.2人/平方公里（2009年）。ISTAT代码为028022。